# Кораде, Иван
Иван Кораде (хорв. Ivan Korade, 17 декабря 1963, Югославия — 3 апреля 2008, Хорватия) — генерал хорватской армии, известный участник войны Хорватии за независимость. Прославился установкой хорватского флага на Книнской крепости после освобождения Книнa, однако бесславно окончил жизнь, совершив самоубийство после совершённого им пятикратного убийства.

## Биография

### Ранние годы и военная карьера
Родился в 1963 году в селе Велика Ветерничка близ Златора, что в Хорватском Загорье. До начала югославских войн работал установщиком центрального отопления. Его военная карьера началась в 1991 году, когда он добровольцем записался в подразделение полиции специальных операций.
После создания Хорватской национальной гвардии вступает в 1-ю гвардейскую бригаду «Тигры», где в 1992 году становится командиром батальона. В этом же году был тяжело ранен в Дубровнике, потеряв левую руку, однако вернулся в строй, пробыв на лечении всего 2 недели. В 1993 году стал первым командиром вновь созданной 7-й гвардейской бригады «Пумы», с которой в 1994 и 1995 годах воевал в Боснии и Герцеговине, принимая участие в таких военных операциях, как «Зима ’94», «Прыжок-1», «Прыжок-2» и «Лето ’95», а также в операции «Буря». В ходе последней его бригада первой ворвалась в Книн 5 августа 1995 года, а Кораде поднял над Книнским замком флаг Хорватии, что послужило основанием для празднования Дня победы и благодарности отчизне. В сентябре 1995 года его бригада вернулась воевать в Боснию (операции «Маэстраль» и «Южное направление»). 
После войны Кораде был повышен до звания генерала и назначен командующим 6-й оперативной зоны в Бьеловаре. В то же время случились различные инциденты с участием Кораде: дорожно-транспортные происшествия, плохое отношение к подчинённым офицерам и жестокое обращение с местным жупаном и отказ от общения с Генеральным штабом и начальником штаба. Поэтому по инициативе тогдашнего начальника штаба Павла Миляваца, в 1997 году верховный главнокомандующий Франьо Туджман решил отправить генерала в отставку. Иван Кораде принялся любой ценой противостоять решению о своём увольнении. По словам генерала Миляваца, Кораде отстранил от казарм военную полицию и расставил на ключевые посты своих людей из 7-й гвардейской бригады, тем самым не давая военной полиции войти в Вараждинский гарнизон. Когда начальник Генштаба приказал военной полиции привести его, чтобы вручить ему решение об увольнении и отставке, Кораде решился на мятеж, приказав восьмерым своим офицерам, сопровождавшим его, подготовиться вместе с 500 воинами к развёртыванию вооружённых сил на горе Иваншчица. Тем временем в ходе операции военной полиции его удалось задержать и уволить с должности насильно. Однако он так и не был привлечён к уголовной ответственности за неповиновение. Перед оставкой в 1997 г. он был замешан в столкновениях на футбольных матчах клуба «Бойовник 7».

### После отставки
В сентябре 2000 года Кораде был одним из подписантов Открытого письма двенадцати хорватских боевых генералов к хорватской общественности от 28 сентября 2000 года, за которое тогдашний Президент Хорватии Степан Месич насильно уволил семерых хорватских генералов. В последующие годы его связывали с разными преступлениями, включая случаи избиения и вождения в нетрезвом состоянии. Генерал в отставке часто попадал на страницы «чёрных хроник» из-за своего буйного характера. Первый инцидент, отмеченный после начала войны за независимость Хорватии, случился на фронте на подступах к Задару, где Кораде физически сцепился с некоторыми солдатами, за что его арестовала военная полиция, хотя он и был командиром бригады. Генерал не затруднялся вступать в схватки с сотрудниками спецслужб, так, в 1995 году в одном ресторане Вараждина он физически и словесно унизил полковника Службы безопасности и информации (военной разведки). По этой причине Вараждинский суд в 2001 году осудил его вместе с несколькими его соратниками на десять месяцев условно. 
В 2002 году прокуратура Гаагского трибунала по военным преступлениям вызвала Кораде в качестве подозреваемого на допрос по поводу предполагаемых преступлений, совершённых бойцами 7-й гвардейской бригады в районе Мрконич-Града в 1995 году в ходу операции «Южное направление».

### Смерть
После обеда 26 марта 2008 года в Хорватском Загорье произошли четыре убийства: бывшего помощника Кораде, немолодой жены, её 16-летнего внука и их соседа. В убийствах полиция заподозрила Кораде. Каждый новый след, на который натыкалась полиция, сужал круг подозреваемых, указывая на генерала, поэтому начался его розыск. Также был выдан и ордер на арест. 3 апреля, на восьмой день розыска подозреваемого Кораде, правоохранители обследовали объекты в районе Большой Ветернички, поскольку все доказательства и вся информация свидетельствовали о том, что он скрывался где-то там. Когда сотрудники полиции окружили особняк, в котором скрывался генерал и предложили ему сдаться, прозвучала автоматная очередь, в результате чего был тяжело ранен полицейский. На пути в больницу он умер. Спецподразделение полиции взяло дом штурмом, где Ивана Кораде нашли мёртвым. Он покончил жизнь самоубийством.

### Дальнейшие события
Кораде похоронили на Петровой Горе, а на похоронах присутствовало много его товарищей. Местные жители публично выражали желание, чтобы его похоронили где-нибудь в другом месте. Правоохранитель Марио Кусанич, которого застрелил Кораде, был посмертно награждён Орденом Петара Зринского и Франа Крсто Франкопана.
Покончив с собой, Кораде избежал суда за военные преступления 1995 года в ходе операции «Мистраль 2» в Гламоче, Босния и Герцеговина, где он командовал «Пумами».
Указом Президента Степана Месича Кораде был посмертно лишён всех наград за исключением знака отличия за ранения — Ордена хорватского креста.